# 새벽다방 (경기방송)
새벽다방은 경기방송의 라디오 방송 프로그램이다. 2014년 4월 개편으로 인해 노광준 부장이 진행하던 기존 프로그램 '야반도주 시즌2'가 종영되고 새로 신설된 프로그램이다. 음악 전문 프로그램이며, 새벽 5시부터 새벽 6시까지 1시간 동안 반승원 PD가 진행한다. 이는 기존 새벽 2시부터 3시까지 방송되던 프로그램이 5시 시간대로 2017년 봄철 개편을 맞아 시간대 이동을 하였다. 프로그램에서 반승원 PD를 부르는 별칭은 '반마담'이다.
| KFM 경기방송        |                     |                     |
| 이전                | 새벽다방            | 다음                |
| 가요 1번지          | 새벽다방            | 굿모닝 코리아       |
| 새벽 4시 ~ 새벽 5시 | 새벽 5시 ~ 오전 6시 | 오전 6시 ~ 오전 8시 |
|                     |                     |                     |